# Mã Lai thuộc Nhật
Malaysia dưới sự chiếm đóng của Nhật Bản đề cập đến chiến tranh thế giới thứ hai và chiến tranh Thái Bình Dương sau sự bùng nổ của người Nhật quân đội vào ngày 8 tháng 12 năm 1941 sáng sớm xâm lược của Mã Lai, cho đến tháng 8 năm 1945 Nhật Bản đầu hàng trong chiến tranh thế giới thứ hai Giai đoạn cho đến khi. Trong thời kỳ này, Quần đảo Mã Lai của Anh (bao gồm Malaysia, Singapore, Bắc Borneo, Sarawak và Brunei) đã bị người Nhật chiếm đóng liên tiếp.

## Lịch sử
Trong thời kỳ thuộc địa Nhật Bản, để hạ thấp biểu tượng thuộc địa Mã Lai, chính quyền Nhật Bản đã tìm cách pha loãng văn hóa Trung Quốc và Anh, đặc biệt là quốc kỳ Anh. Để hợp tác với chính sách của Khối Thịnh vượng chung Đại Đông Á, chính quyền cũng hứa với người dân hãy để Mã Lai độc lập sau chiến tranh và giúp đào tạo người Mã Lai thành lập lực lượng vũ trang và các cơ quan chính phủ.

## Sau chiến tranh
Sau khi kết thúc chiến tranh, vào tháng 10 năm 1945, những người lính Nhật ở lại Mã Lai, Java, Sumatra và Myanmar đã được gửi đến đảo Rempang (trước đây được đổi tên thành "Takarashima" bởi quân đội Nhật Bản) và đảo Garang (trước đây được thay đổi bởi quân đội Nhật Bản). Được biết đến là Rongdao), chờ đợi để được gửi trở lại Nhật Bản. Dưới sự giám sát của năm quan chức Anh, Trung tướng Ishiguro của Lục quân Đế quốc Nhật Bản đã được Lực lượng Đồng minh bổ nhiệm làm quản trị viên của quân đội Nhật Bản để được gửi đến đảo Galang. Hơn 200.000 binh sĩ Nhật Bản đã được chuyển đến trên đảo. thành viên đội hiến binh cũ không được ưa chuộng trên đảo và những người lính Nhật Bản khác sẽ lấy thuốc lá mà họ được chỉ định. Vào tháng 7 năm 1946, những người lính Nhật Bản cuối cùng rời đảo.